# 플레이서군

플레이서군 또는 플레이서 카운티(Placer County)는 미국 캘리포니아주에 위치한 군이다. 2010년 기준으로 이 지역의 인구 수는 총 348,432명이다. 2019년 추산으로 이 지역의 총 인구 수는 398,329명이다. 카운티청 소재지는 오번, 카운티 내 최대 도시는 새크라멘토 도시권에 속하는 로즈빌이다. 남서쪽으로 새크라멘토 카운티, 남동쪽으로 엘도라도 카운티와 접한다.
플레이서군과 인근 지역에는 타호호가 있다.
플레이서군에 있는 올림픽밸리에서는 1960년 동계 올림픽이 개최됐다.

## 인구
| 인구조사                                                      | 인구    | Note  | %±     |
| ------------------------------------------------------------- | ------- | ----- | ------ |
| 1860년                                                        | 13,270  |       | —      |
| 1870년                                                        | 11,357  |       | −14.4% |
| 1880년                                                        | 14,232  |       | 25.3%  |
| 1890년                                                        | 15,101  |       | 6.1%   |
| 1900년                                                        | 15,786  |       | 4.5%   |
| 1910년                                                        | 18,237  |       | 15.5%  |
| 1920년                                                        | 18,584  |       | 1.9%   |
| 1930년                                                        | 24,468  |       | 31.7%  |
| 1940년                                                        | 28,108  |       | 14.9%  |
| 1950년                                                        | 41,649  |       | 48.2%  |
| 1960년                                                        | 56,998  |       | 36.9%  |
| 1970년                                                        | 77,306  |       | 35.6%  |
| 1980년                                                        | 117,247 |       | 51.7%  |
| 1990년                                                        | 172,796 |       | 47.4%  |
| 2000년                                                        | 248,399 |       | 43.8%  |
| 2010년                                                        | 348,432 |       | 40.3%  |
| 2019 (추산)                                                   | 398,329 | [ 1 ] | 14.3%  |
| U.S. Decennial Census 1790–1960 1900–1990 1990–2000 2010–2015 |         |       |        |